# Mirko Bavče
Mirko Bavče (* 15. Juli 1942 in Prävali, Deutsches Reich, heute Teil von Slowenien) ist ein ehemaliger jugoslawischer Skilangläufer.
Bavče, der für den Fuzinar Ravne startete, kam bei den Weltmeisterschaften 1962 in Zakopane auf den 17. Platz mit der Staffel und bei den Olympischen Winterspielen 1964 in Innsbruck zusammen mit Roman Seljak, Janko Kobentar und Cveto Pavčič auf den 12. Rang in der Staffel. Zwei Jahre später belegte er bei den Weltmeisterschaften in Oslo den 52. Platz über 30 km, den 42. Rang über 15 km und erneut den 12. Platz in der Staffel. Letztmals international startete er bei den Olympischen Winterspielen 1968 in Grenoble, wobei er den 49. Platz über 30 km und den 45. Platz über 15 km errang.